# Strix
A Strix a madarak osztályának bagolyalakúak (Strigiformes) rendjébe és a bagolyfélék (Strigidae) családjába tartozó nem.

## Rendszerezés
A nembe az alábbi 15 faj tartozik:
- szakállas bagoly (Strix nebulosa)
- uráli bagoly (Strix uralensis)
- szecsuáni erdeibagoly (Strix davidi)
- macskabagoly (Strix aluco)
- bengál macskabagoly (Strix nivicolum vagy Strix aluco nivicola)
- mangóbagoly (Strix ocellata)
- pettyes bagoly (Strix seloputo)
- maláj erdeibagoly (Strix leptogrammica)
  - himalájai erdeibagoly (Strix leptogrammica newarensis)
- sivatagi bagoly (Strix butleri)
- ománi bagoly (Strix omanensis)
- afrikai erdeibagoly (Strix woodfordii)

Áthelyezve a Ciccaba nembe
- nyugati erdeibagoly (Strix occidentalis)
- szalagos bagoly (Strix varia)
- guatemalai sárgabagoly (Strix fulvescens)
- brazil erdeibagoly (Strix hylophila)
- vöröslábú bagoly (Strix rufipes)
- Chaco-bagoly (Strix chacoensis)